# Ryan Mason
Ryan Glen Mason (Enfield, 13 de junho de 1991) é um treinador de futebol e ex-futebolista inglês. Atualmente, é treinador interino do Tottenham Hotspur, clube da Premier League.
Em 2021, tornou-se treinador interino do Tottenham, passando a ser o treinador mais jovem da história da Premier League, com 29 anos. Em 2023, voltou a assumir o mesmo cargo.
Mason iniciou a sua carreia na formação do Tottenham, estreando-se pela equipa principal em 2008. Após empréstimos ao Yeovil Town, Doncaster Rovers, Millwall, Lorient e Swindon Town, jogou pela primeira vez na Premier League, pelos Spurs, em 2014. Após se afirmar na equipa principal do Tottenham, Mason estreou-se pela Seleção Inglesa em março de 2015. Mason foi contratado pelo Hull City em 2016, por um valor recorde para o clube. Em janeiro de 2017, num jogo contra o Chelsea, Ryan sofreu uma fratura no crânio. Após um longo período de tratamento, em fevereiro de 2018, Mason decidiu reformar-se como futebolista, por recomendação médica.
Mason nasceu em Enfield, Grande Londres. Estudou na Escola de Gramática de Enfield e na Escola de Cheshunt. Foi campeão distrital de corrida com barreiras.

## Carreira Clubística

### Tottenham Hotspur

#### Início
Mason ingressou na academia do Tottenham Hotspur aos 8 anos de idade, assinando contrato profissional com o clube em agosto de 2008. A 27 de novembro desse ano, estreou-se pelo clube, num jogo da fase de grupos da Taça UEFA, substituíndo David Bentley no tempo de compensação de uma vitória por 1–0 sobre o clube holandês NEC Nijmegen. Na época 2008–09, Mason foi o melhor marcador da Premier Academy League (campeonato Sub-18), somando 29 golos em 31 jogos, com o Tottenham a terminar em 2º lugar.

#### Empréstimos
A 13 de junho de 2009, Mason foi emprestado por 1 mês ao Yeovil Town, da League One (3ª divisão inglesa), juntamente com o colega de equipa do Tottenham Steven Caulker. Ryan estreou-se pelo clube a 8 de agosto, na jornada de abertura da temporada 2009–10, numa vitória por 2–0 sobre o Tranmere Rovers. Mason teve um início de época promissor em Yeovil, marcando através de livre direto no seu segundo jogo, uma derrota por 1–2 frente ao Colchester United, e através de um remate a longa distância no jogo seguinte, um empate por 1–1 contra o Exeter City, com este último a ser considerado um dos "Golos da Semana" pela BBC Sport. A 24 de agosto, o Tottenham anunciou que "após impressionar pelo Yeovil no início da temporada 2009–10, o empréstimo foi prolongado por mais três meses". A 5 de novembro, o empréstimo de Mason foi novamente prolongado, desta vez até maio de 2010. No entanto, a 13 de março de 2010, o Tottenham cancelou prematuramente o empréstimo. Mason regressou ao clube londrino após marcar 6 golos em 28 jogos no campeonato pelo Yeovil.

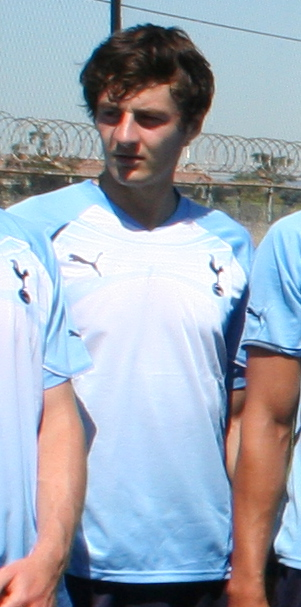
Mason a treinar pelo Tottenham em 2010

Em agosto de 2010, Mason foi emprestado por 2 meses ao Doncaster Rovers, estreantes do Championship, onde jogou 5 partidas. Em janeiro de 2011, foi novamente emprestado ao Doncaster até ao final da época, jogando mais 10 vezes pelo clube.
A 28 de julho de 2011, Mason renovou contrato com o Tottenham por 2 anos, até junho de 2013. Em seguida, foi emprestado novamente ao Doncaster até ao final da temporada. Em novembro, após ter feito 5 jogos pelo clube, o Tottenham cancelou o empréstimo. A 29 de dezembro de 2011, Mason e o seu colega de equipa Harry Kane foram emprestados ao Millwall, do Championship, de 1 de janeiro até ao final da época 2011–12.
No início da temporada 2012–13, a 20 de setembro, Mason, regressado ao Tottenham, entrou como suplente de Mousa Dembélé num empate por 0–0 frente à Lazio, na fase de grupos da Liga Europa. Estreou-se como titular pelos Spurs seis dias depois, nos oitavos-de-final da Taça da Liga Inglesa, vencendo o Carlisle United por 3–0.
No último dia da janela de transferências de inverno, Mason foi emprestado ao Lorient, da Ligue 1, até ao final da temporada 2012–13, saindo de Inglaterra pela primeira vez na carreira. O empréstimo foi cancelado em abril de 2013, com Mason a não somar quaisquer minutos na equipa sénior.
A 23 de julho de 2013, Mason foi emprestado até ao fim da temporada 2013–14 ao Swindon Town, da League One, juntamente como os colegas de equipa do Tottenham Massimo Luongo, Grant Hall e Alex Pritchard. A 31 de agosto, Mason marcou um hat-trick numa vitória por 5–0 sobre o Crewe Alexandra.

#### 2014–15
Após uma pré-época bem-sucedida nos Estados Unidos, Mason foi selecionado por Mauricio Pochettino para o plantel principal do Tottenham. A 24 de setembro de 2014, no seu primeiro jogo da temporada, estreou-se a marcar pelos Spurs, numa vitória por 3–1 sobre o Nottingham Forest, na Taça da Liga Inglesa. Nessa mesma semana, a 27 de setembro, estreou-se na Premier League, num empate fora de casa por 1–1 com o Arsenal. Subsequentemente, Mason foi consolidando o seu lugar no plantel da equipa principal.
A 2 de novembro, num jogo contra o Aston Villa, Mason encostou a cabeça ao adversário Christian Benteke, que respondeu empurrando a cara de Ryan com a mão. O árbitro Neil Swarbrick expulsou Benteke, mas não puniu Mason. A Football Association multou ambos os clubes em 20.000 libras. Em janeiro de 2015, Ryan renovou contrato pelo Tottenham por 5 anos e meio, até 2020. A 1 de março, Mason foi titular na final da Taça da Liga Inglesa, disputada no Estádio de Wembley, na qual o Tottenham foi derrotado por 2–0 pelo Chelsea. Três dias depois, a 4 de março, Mason marcou o seu primeiro golo na Premier League, numa vitória por 3–2 sobre o Swansea City.

#### 2015–16
A 13 de setembro de 2015, Mason marcou e foi considerado o homem do jogo numa vitória do Tottenham por 1–0 sobre o Sunderland. No entanto, ao marcar o golo, sofreu uma lesão que o afastou dos relvados por mais de 1 mês. Mason regressou de lesão a 25 de outubro, entrando como suplente numa vitória por 5–1 sobre o Bournemouth. A 18 de fevereiro de 2016, Mason foi capitão da equipa na 1ª mão dos 16-avos-de-final da Liga Europa, num empate por 1–1 contra a Fiorentina. Na 2ª mão, Ryan marcou, ajudando o Tottenham a vencer por 3–0.

### Hull City e Reforma
Após uma temporada 2015–16 decepcionante, em que jogou apenas 8 vezes no campeonato, a 30 de agosto de 2016, Mason transferiu-se para o Hull City, por cerca de 13 milhões de libras, valor recorde para os Tigers. Estreou-se a 10 de setembro, frente ao Burnley, substituindo David Meyler aos 73 minutos, com o jogo a terminar 1–1. A 21 de setembro, marcou o seu primeiro golo pelo Hull, numa vitória por 2–1 sobre o Stoke City, para a Taça da Liga Inglesa.
A 22 de janeiro de 2017, numa partida da Premier League contra o Chelsea, Mason sofreu uma fratura no crânio após um choque de cabeças com o defesa-central adversário Gary Cahill, que exigiu intervenção cirúrgica.
A cirurgia à lesão craniana à qual Mason foi submetido foi um sucesso, mas deixou-o com 14 placas de metal no cérebro (seguras no lugar por 28 parafusos), 45 agrafos e uma cicatriz de 15 cm na cabeça. Durante o restante ano de 2017, Ryan iniciou um processo de reabilitação na tentativa de regressar aos relvados. No entanto, a 13 de fevereiro de 2018, foi confirmado que, devido aos riscos associados à magnitude da lesão, Mason se iria reformar da profissão de futebolista profissional.

## Carreira Internacional
Mason foi pela primeira vez convocado pela Seleção Inglesa de Sub-19 para uma partida contra a Rússia a 8 de setembro de 2009, mas não chegou a jogar. No mês seguinte, foi novamente convocado para jogos de Qualificação para o Campeonato Europeu de Sub-19 de 2010. Mason jogou em 2 das 3 partidas, marcando numa vitória por 2–0 sobre a Eslováquia, ajudando os ingleses a garantir o 1º lugar no grupo. Mason somou as suas 3ª e 4ª internacionalizações Sub-19 em amigáveis contra Turquia e Holanda, respectivamente.
Em fevereiro de 2011, Mason foi convocado pela Seleção Inglesa de Sub-20 para um amigável contra a França, entrando como suplente aos 70 minutos de jogo.
A 23 de março de 2015, Mason foi pela primeira vez convocado pela seleção principal de Inglaterra para um jogo de qualificação para o Euro 2016 contra a Lituânia e um amigável contra Itália, após Adam Lallana ser removido da convocatória devido a lesão. Mason fez a sua estreia internacional sénior no amigável, a 31 de março, substituindo Jordan Henderson a 16 minutos do fim da partida, e assistindo Andros Townsend para o golo tardio que garantiu o empate por 1–1 no Juventus Stadium.

## Carreira de Treinador
Mason juntou-se à equipa técnica do Tottenham Hotspur em abril de 2018. Em fevereiro de 2019, sugeriu a proibição de cabeceamentos no futebol juvenil. Em julho de 2019, Mason foi nomeado treinador adjunto dos Sub-19 dos Spurs. Em agosto de 2020, foi promovido a Responsável pelo Desenvolvimento de Jogadores, dos escalões Sub-17 a Sub-23.
A 20 de abril de 2021, após José Mourinho ser despedido do cargo de treinador principal, Mason foi nomeado treinador interino do Tottenham Hotspur até ao final da temporada. Com 29 anos, tornou-se o treinador mais jovem de uma equipa da Premier League; título antes pertencente a Attilio Lombardo, que treinou o Crystal Palace com 32 anos. Mason venceu o seu primeiro jogo no comando dos Spurs, batendo o Southampton por 2–1, a 21 de abril. Quatro dias depois, o Tottenham perdeu a final da Taça da Liga Inglesa por um 1–0, frente ao Manchester City. Mason liderou a equipa por mais 5 jogos, vencendo 3 e perdendo 2 deles. O Tottenham terminou a temporada em 7º lugar na Premier League, 1 ponto acima do seu rival Arsenal, garantindo a qualificação para os play-offs da Conference League.
A 4 de novembro de 2021, após a contratação de Antonio Conte como treinador principal, a forma de Mason gerir o treino impressionou o italiano, que o convidou a integrar a sua equipa técnica.
Em fevereiro de 2023, durante algumas ausências de Conte devido a problemas de saúde, Mason deu assistência ao treinador adjunto Cristian Stellini em vários jogos. A 26 de março, após Conte abandonar o Tottenham por mútuo acordo, Mason foi nomeado treinador adjunto de Stellini, que atuaria como interino até ao final da temporada. A 24 de abril, Stellini foi despedido após uma derrota por 6–1 frente ao Newcastle, e Mason assumiu o papel de treinador interino. No seu primeiro jogo, a 27 de abril, o Tottenham empatou por 2–2 com o Manchester United, tendo recuperado após estar a perder por 2–0.

## Vida Pessoal
Mason casou-se com Rachel Peters em Maiorca, em 2022. O casal tem um filho (nascido em 2017) e duas filhas (nascidas em 2019 e 2023).

## Estatísticas de Carreira

### Clube
| Clube                   | Temporada          | Campeonato             | Campeonato | Campeonato | FA Cup | FA Cup | EFL Cup | EFL Cup | Outros | Outros | Total | Total |   |
| Clube                   | Temporada          | Divisão                | Jogos      | Golos      | Jogos  | Golos  | Jogos   | Golos   | Jogos  | Golos  | Jogos | Golos |   |
| ----------------------- | ------------------ | ---------------------- | ---------- | ---------- | ------ | ------ | ------- | ------- | ------ | ------ | ----- | ----- | - |
| Tottenham Hotspur       | 2008–09            | Premier League         | 0          | 0          | 0      | 0      | 0       | 0       | 1      | 0      | 1     | 0     |   |
| Tottenham Hotspur       | 2009–10            | Premier League         | 0          | 0          | —      | —      | —       | —       | —      | —      | 0     | 0     |   |
| Tottenham Hotspur       | 2010–11            | Premier League         | 0          | 0          | 0      | 0      | —       | —       | 0      | 0      | 0     | 0     |   |
| Tottenham Hotspur       | 2011–12            | Premier League         | 0          | 0          | —      | —      | —       | —       | 0      | 0      | 0     | 0     |   |
| Tottenham Hotspur       | 2012–13            | Premier League         | 0          | 0          | 0      | 0      | 1       | 0       | 2      | 0      | 3     | 0     |   |
| Tottenham Hotspur       | 2014–15            | Premier League         | 31         | 1          | 0      | 0      | 4       | 1       | 2      | 0      | 37    | 2     |   |
| Tottenham Hotspur       | 2015–16            | Premier League         | 22         | 1          | 1      | 0      | 0       | 0       | 6      | 1      | 29    | 0     |   |
| Tottenham Hotspur       | Total              | Total                  | 53         | 2          | 1      | 0      | 5       | 1       | 11     | 1      | 70    | 4     |   |
| Tottenham Hotspur       | Yeovil Town (emp.) | 2009–10                | League One | 28         | 6      | 1      | 0       | —       | —      | 0      | 0     | 29    | 6 |
| Doncaster Rovers (emp.) | 2010–11            | Championship           | 15         | 0          | —      | —      | —       | —       | —      | —      | 15    | 0     |   |
| Doncaster Rovers (emp.) | 2011–12            | Championship           | 4          | 0          | —      | —      | 1       | 1       | —      | —      | 5     | 1     |   |
| Doncaster Rovers (emp.) | Total              | Total                  | 19         | 0          | —      | —      | 1       | 1       | —      | —      | 20    | 1     |   |
| Millwall (emp.)         | 2011–12            | Championship           | 5          | 0          | 1      | 0      | —       | —       | —      | —      | 6     | 0     |   |
| Lorient (emp.)          | 2012–13            | Ligue 1                | 0          | 0          | —      | —      | —       | —       | —      | —      | 0     | 0     |   |
| Lorient B (emp.)        | 2012–13            | Championnat National 2 | 4          | 0          | —      | —      | —       | —       | —      | —      | 4     | 0     |   |
| Swindon Town (emp.)     | 2013–14            | League One             | 18         | 5          | 1      | 0      | 2       | 0       | 1      | 0      | 22    | 5     |   |
| Hull City               | 2016–17            | Premier League         | 16         | 1          | 1      | 0      | 3       | 1       | —      | —      | 20    | 2     |   |
| Hull City               | 2017–18            | Championship           | 0          | 0          | 0      | 0      | 0       | 0       | —      | —      | 0     | 0     |   |
| Hull City               | Total              | Total                  | 16         | 1          | 1      | 0      | 3       | 1       | —      | —      | 20    | 2     |   |
| Total de Carreira       | Total de Carreira  | Total de Carreira      | 143        | 14         | 5      | 0      | 11      | 3       | 12     | 1      | 171   | 18    |   |

1. ↑  Jogo na Taça UEFA
2. 1 2 3  Jogos na Liga Europa
3. ↑  Jogo no Football League Trophy

### Internacional
| Seleção    | Ano   | Jogos | Golos |
| ---------- | ----- | ----- | ----- |
| Inglaterra | 2015  | 1     | 0     |
| Total      | Total | 1     | 0     |

## Estatísticas como Treinador
- Atualizado até 28 de maio de 2023[82]

| Equipa                       | De                  | A                   | Resultados | Resultados | Resultados | Resultados | Resultados |
| Equipa                       | De                  | A                   | J          | V          | E          | D          | %V         |
| ---------------------------- | ------------------- | ------------------- | ---------- | ---------- | ---------- | ---------- | ---------- |
| Tottenham Hotspur (interino) | 20 de abril de 2021 | 30 de junho de 2021 | 7          | 4          | 0          | 3          | 57,1       |
| Tottenham Hotspur (interino) | 24 de abril de 2023 | Presente            | 6          | 2          | 1          | 3          | 33,3       |
| Total                        | Total               | Total               | 13         | 6          | 1          | 6          | 46,2       |

## Títulos

### Jogador
Tottenham Hotspur
- Vice-campeão da Taça da Liga Inglesa: 2014–15[35]

### Treinador
Tottenham Hotspur
- Vice-campeão da Taça da Liga Inglesa: 2020–21[83]